# Daniel Josefsohn
Daniel Josefsohn (* 22. September 1961 in Hamburg; gest. 13. August 2016 in Berlin) war ein deutscher Fotograf. Er lebte und arbeitete in Berlin. Insbesondere seine Bilder der 1990er Jahre (vor allem das MTV-Plakat „Miststück“) erlangten größere Aufmerksamkeit und haben die öffentliche Wahrnehmung dieser Zeit mitgeprägt.

## Leben
Daniel Josefsohn wurde als Sohn jüdischer Eltern geboren, die Familie seines Vaters stammte aus Rumänien, die Familie der Mutter aus Ungarn.
Sein Vater Serge, ein ehemaliger Ingenieur der israelischen Handelsmarine, betrieb in Hamburg eine Diskothek und starb im Jahr 2004.
Daniel Josefsohn besuchte verschiedene Schulen, darunter ein Waldorf-Internat. Er erlangte jedoch weder einen Schulabschluss noch eine reguläre Berufsausbildung. Als Jugendlicher bestritt er sein Einkommen durch Skaten und als Kellner. Am 14. August 1986 wurde er bei einem versuchten Bankbetrug festgenommen. 1989 kaufte er seine erste Kamera.
Bekannt wurde Josefsohn 1994 durch die Werbekampagne Miststück für den Musiksender MTV.
In den weiteren Jahren war er als Fotograf für die großen deutschen Print-Magazine tätig. Für das Theater Festival Impulse NRW unter der Leitung von Tom Stromberg und Matthias von Hartz entwarf er von 2007 bis 2011 das Artwork der Festivalkampagne. In Folge übernahm er in den Spielzeiten 2011/12 und 2012/13 die Plakat- und Webseitengestaltung der Volksbühne Berlin und bespielte diese mit seinen Fotografien.
Im November 2012 erlitt er einen Schlaganfall und war seitdem linksseitig gehbehindert. 2014 schrieb er mit seiner Lebensgefährtin Karin Müller regelmäßig im ZEITmagazin über sein Leben vor und nach dem Schlaganfall. Für die Serie „Am Leben“ wurde das Paar mit dem deutschen LeadAward für die beste Reportagefotografie ausgezeichnet.
Für die Sichtung und Erstellung eines Werkverzeichnisses wurden dem Nachlass Fördermittel durch die Stiftung Kunstfonds und Stiftung Kulturwerk zur Verfügung gestellt.

## Auszeichnungen (Auswahl)
- 2014: Lead Awards – Gold mit Karin Müller für die Fotokolumne Am Leben, Zeit-Magazin Nr. 01 bis 27
- 2013: Lead Awards – Auszeichnung für Habt Ihr immer noch Angst, so zu werden wie Euer Vater? Zeit Magazin Nr. 38
- 2012: Lead Awards – Bronze für die Plakatkampagne Volksbühne Berlin
- 2010: Lead Awards – Gold für die Anzeigenkampagne Herr v. Eden, Half Wild / Half Child
- 2008: Lead Awards – Auszeichnung für China White / Beijing, China
- 2007: Lead Awards – Gold für die Mode-Produktion Dear Miss Darwin
- 2007: Lead Awards – Bronze für die Anzeigenkampagne Unifaith – damit wir uns endlich riechen können
- 2006: ADC Deutschland – Bronze für Packaging-Design
- 1994: ADC Deutschland – Gold, Silber, Bronze für die MTV Awareness-Kampagne

## Ausstellungen (Auswahl)
- 2024 Kölnischer Kunstverein –  Udo Is Love – Zeit ist die Sünde. Eine Reise in das unfassbare Leben des Udo Kier (Gruppe)[10]
- 2023: Bundeskunsthalle Bonn – Wer wir sind. Fragen an ein Einwanderungsland (Gruppe)[11]
- 2022: Kunstverein Jesteburg – Meta Josefsohn (Einzel)[12]
- 2021: Kulturforum am Potsdamer Platz – Dressed to Thrill (Gruppe)
- 2020: Jüdisches Museum Berlin, Dauerausstellung (Gruppe)[13]
- 2020: Jüdisches Museum Frankfurt, Dauerausstellung (Gruppe)[14]
- 2019: Galerie Pavlov’s Dog, Berlin – Halb Mensch, halb Josefsohn, Fotocollagen aus dem Nachlass (Einzel)
- 2017: Sammlung Boros #3 (2017–2021) (Gruppe)[15]
- 2016: Galerie Werkhallen, Bonn/Remagen – Ich will glücklich sein … ich habe die Macht
- 2014: Leipzig – F/Stop
- 2014: Haus der Photographie, Deichtorhallen, Hamburg – Lead Award Deutschland, Am Leben (Gruppe)
- 2014: Kunstverein Jesteburg – Machen sie auch Passfotos (Einzel)
- 2013: Art Museum Haifa – Israel New Ideals (Gruppe)
- 2011: Der Kunstverein, Hamburg – Freedom of speech (Gruppe)
- 2010: Galerie Pavlov’s Dog, Berlin – Lieber Gott vergiebe mir (Einzel)
- 2010: Der Kunstverein, Hamburg – Es wird alles gut Mutter (Einzel)
- 2007: Haus der Photographie, Deichtorhallen, Hamburg – Lead Award Deutschland Dear Miss Darwin (Gruppe)
- 2007: Gnosa, Hamburg – Bent (Einzel)
- 2006: Gnosa, Hamburg – The Gay Rodeo Finals (Einzel)
- 2005: Kunsthalle Erfurt – Kino Club Josefsohn, get well soon (Einzel)
- 2003/04: Deutsches Historisches Museum Berlin / Galerie der Stadt Prag u. a. – Von Körpern und anderen Dingen: Deutsche Fotografie im 20. Jahrhundert (Gruppe)[16]
- 2001: Wir – Comawoche, Hamburg (Gruppe)
- 2000: Deutsches Hygiene-Museum, Dresden – Bilder, die noch fehlten (Gruppe)

## Publikationen
- OK DJ, Herausgegeben von Nadine Barth, übersetzt von Amy Klement, Hatje Cantz, Ostfildern 2014, ISBN 978-3-7757-3881-1
- Fuck yes. Texte Karin Müller, Distanz Verlag, Berlin 2015, ISBN 978-3-95476-097-8.
- Johan Simons, Lukas Crepaz, Vasco Boenisch (Hrsg.), BUDE BETT BARGELD / Licht unserer Tage, Junge Fotografie: Ruhrtriennale 2016, Meisterkurse Daniel Josefsohn und Julian Röder, Distanz Verlag, Berlin 2016, ISBN 978-3-95476-158-6

## Dokumentationen
- DJ Punk – Der Fotograf Daniel Josefsohn. 53-minütige Fernsehdokumentation von Lutz Pehnert (rbb, Deutschland 2018)

## Sekundärliteratur
- Daniel Josefsohn Jewing Gun, in: Jihan Jennifer Radjai-Bründl, Repräsentationen der israelischen Soldatin im Netz der Bildkulturen, Heidelberg University Publishing, 2022, S. 77–83.